# Michel Tony-Révillon
Pour les articles homonymes, voir Révillon (homonymie).
Michel Tony-Révillon, né le 24 avril 1891 à Paris et mort le 11 janvier 1957 à Paris, est un homme politique français.

## Biographie
Fils du journaliste, écrivain et député Antoine, dit « Tony », Révillon, proche de Clemenceau, Marie-Michel Révillon, qui prend le nom de Tony-Révillon, se retrouve orphelin de père à l'âge de sept ans.
Après des études menées au lycée Henri-IV de Paris, puis à l'école alsacienne et à la faculté de droit de la capitale, il devient avocat, au barreau de Paris.
Il s'engage en politique du côté des radicaux, tout en se réclamant de l'héritage de Camille Pelletan, auquel il consacre un ouvrage, publié en 1930.
Cette même année, il crée le journal La République de l'Ain, paraissant à Bourg-en-Bresse, et dont il est le directeur jusqu'en 1936. Cette publication sert de vecteur à son implantation électorale dans l'Ain, dont il devient le député en 1932, battant le sortant de droite Pierre de Monicault.
Pendant son court mandat, sa principale fonction est celle de rapporteur du projet de loi sur  l'organisation douanière et fiscale des zones franches de Haute-Savoie et du pays de Gex, en 1933.
À la suite du décès d'Adolphe Messimy, Tony-Révillon est en effet candidat à l'élection sénatoriale partielle du 17 novembre 1935, qu'il remporte. Il siège alors au groupe de la gauche démocratique.
Sénateur actif, notamment sur les questions coloniales et internationales, il n'apparaît cependant pas sur le devant de la scène parlementaire, si ce n'est par l'exercice de la fonction de secrétaire du Sénat, entre 1939 et 1940.
Réfugié à Bordeaux avec de nombreux autres parlementaires, il s'oppose à l'armistice et se prononce pour la poursuite de la guerre à partir des positions françaises en Afrique. Logiquement, il fait partie des 27 parlementaires qui s'embarquent à bord du Massilia avec l'objectif de rejoindre Alger. Arrêté et placé en résidence surveillé, il ne participe pas au vote des pleins pouvoirs à Philippe Pétain.
Opposé au régime de Vichy, il est alors proche de Paul Bastid, qui apporte en 1942 son soutien à Charles de Gaulle. Il participe aussi à l'organisation du congrès clandestin du parti radical, en cours de reconstitution, le 22 janvier 1944.
Nommé membre de l'assemblée consultative provisoire pour représenter le Parti radical, il est membre de la Haute Cour de Justice qui juge Philippe Pétain, et siège aussi au procès de Jean-Pierre Esteva.
Elu de justesse, avec 17 % des voix, député de l'Ain à la première assemblée constituante le 21 octobre 1945, il est réélu en juin 1946, puis en novembre 1946, avec des scores légèrement supérieurs (18 %).
Très éphémère Ministre de l'éducation nationale, du 5 au 8 septembre 1948, dans le gouvernement Robert Schuman, il est nommé le 11 secrétaire d'Etat à la France d'Outre-Mer dans le gouvernement Henri Queuille.
Tête de la liste du RGR dans l'Ain en 1951, il est facilement réélu avec 19 % des voix, grâce au large apparentement (incluant la SFIO, le MRP et les indépendants-paysans).
Député actif sur de nombreux dossiers techniques, il intervient peu sur les questions de politique générale. Il est pourtant élu président du groupe radical à l'assemblée en novembre 1955.
En janvier 1956, sa liste, apparentée à celle de la SFIO, obtient 16 % des voix, ce qui, compte tenu de la très forte concurrence, est suffisant pour lui permettre d'être réélu. Après la scission menée en octobre 1956 par André Morice et Henri Queuille, qui fondent le Centre républicain, Tony-Révillon redevient président du groupe radical-socialiste de l'Assemblée.
Il meurt cependant trois mois plus tard, à l'âge de 65 ans.
Il est enterré avec son père, à Paris, au Cimetière du Montparnasse (28e Division).

## Fonctions gouvernementales
- Ministre de l'Éducation nationale du gouvernement Robert Schuman (2) du 5 au 7 septembre 1948
- Secrétaire d'État à la France d'Outre-mer du gouvernement Henri Queuille (1) du 11 septembre 1948 au 5 octobre 1949
- Secrétaire d'État aux Affaires économiques du gouvernement Antoine Pinay du 14 mars au 23 décembre 1952

## Fonctions électives
- Député radical de l'Ain de 1932 à 1935 et de 1945 à 1957
- Sénateur de l'Ain de 1935 à 1940

## Publications
- Camille Pelletan, 1846-1915  : quarante-cinq années de lutte pour la République, Paris : M. Rivière, 1930
- Mes carnets (juin-octobre 1940),, documents et témoignages pour servir à l'histoire, PARIS Odette Lieutier, 1945, 240 p.
- La France équatoriale, 2e édition revue et augmentée, Paris : Société d'éditions géographiques, maritimes et coloniales, 1950 (Préface)

## Sources
- « Michel Tony-Révillon », dans le Dictionnaire des parlementaires français (1889-1940), sous la direction de Jean Jolly, PUF, 1960 [détail de l’édition]